# Сејлем (Јужна Дакота)
Сејлем (енгл. Salem) град је у америчкој савезној држави Јужна Дакота.

## Демографија
По попису из 2010. године број становника је 1.347, што је 24 (-1,8%) становника мање него 2000. године.
| Група             | 2000.         | 2010.         |
| Белци             | 1.346 (98,2%) | 1.314 (97,6%) |
| Афроамериканци    | 1 (0,1%)      | 1 (0,1%)      |
| Азијати           | 4 (0,3%)      | 0 (0,0%)      |
| Хиспаноамериканци | 7 (0,5%)      | 26 (1,9%)     |
| Укупно            | 1.371         | 1.347         |